# Falu Kammarkör
Falu Kammarkör, grundad 1984, är en blandad kör, i Falun i Dalarna.
Flera dirigenter såsom Anders Hagegård, Anders Lindström, Eric Ericson och Tony Margeta har under åren arbetat med Falu Kammarkör. 
Vid jubileumskonserten 2004 medverkade Tua Åberg och Carl-Axel Dominique som solister. I april 2006 deltog kören i en tävling i Riva del Garda i Italien. Kören erhöll juryns specialpris för bästa framförande av nutida verk och två gulddiplom. I september 2007 tävlade Falu Kammarkör i Griegfestivalens internationella körtävling i Bergen, Norge och vann första i den profana kategorin, andra pris i den sakrala klassen samt blev även totalsegrare i tävlingen genom att vinna Grieg Grand Prix 2007. I april 2009 gjorde Falu Kammarkör en turné till Slovenien där kören genomförde två konserter i Ljubljana och deltog i den tionde internationella körtävlingen i Maribor som en av 12 körer från hela världen som hade kvalificerat sig till tävlingen. Kammarkören fick en sammanlagd sjätteplats i tävlingen och missade med minsta möjliga marginal ett deltagande i Grand Prix. 
I oktober 2009 firade Falu Kammarkör sitt 25-årsjubileum med att för första gången i Sverige framföra ett nytt verk av den amerikanske tonsättaren Eric Whitacre. Verket heter Nox Aurumque (Natt och guld).
I december 2014 fick Falu Kammarkör ta emot Falu Kommuns Kulturpris för 2014 med motiveringen: "Falu kommuns kulturpris 2014 tilldelas Falu kammarkör som sedan starten 1984 varit en framstående del av Faluns kulturliv och satt Falun på den svenska och internationella körkartan."
Den 4-8 mars 2015 deltog Kammarkören vid Chorfestspiele Bad Krozingen i Tyskland och vann där sakral klass och kategorin "Blandad kör" med obligatoriskt stycke med tävlingens högsta poäng. Dessutom vann Falu Kammarkör den stora finalen och blev därmed för andra gången Grand Prix-segrare.

## Dirigenter
- 1984–1994 Anders Hagegård
- 1994–1999 Anders Lindström
- 1999–2000 Inga Widell
- 2000–2003 Jonas Pehrs
- 2004–2015 Tony Margeta
- 2016-         David Lundblad